# Papoušík
Papoušík (Agapornis) je rod afrických papoušků, ve kterém je zahrnuto devět druhů.
Vědecký název Agapornis vznikl spojením řeckých slov agape (láska) a ornis (pták). Tento název má tedy vystihovat jeho silné socializační chování a zvyk žít ve stabilních párech.

## Popis
Papoušíci v průměru dosahují délky 13–17 cm a váží asi 40–60 gramů. Pro tento rod papoušků je charakteristickým znakem malá, zavalitá postava a krátký, tupě zakončený ocas. Díky svým tělesným proporcím jsou zařazováni mezi nejmenší druhy papoušků na světě.
Ve volné přírodě se většinou živí ovocem, některými druhy trav nebo semeny.

### Zbarvení
Mají výrazný zobák a několik druhů má kolem očí kontrastní lemování. U papoušků tohoto rodu dominuje pestré plošné zbarvení jednotlivých partií těla v odstínech zelené, červené, modré či žluté.
Pohlavní dimorfismus u většiny papoušků tohoto druhu je nevýrazný. Pohlaví se dá dobře rozlišit pouze u tří druhů (papoušík etiopský, papoušík šedohlavý a papoušík savanový).

## Seznam druhů
- papoušík růžohrdlý (Agapornis roseicollis)
- papoušík škraboškový (Agapornis personatus)
- papoušík Fischerův (Agapornis fischeri)
- papoušík růžohlavý (Agapornis lilianae)
- papoušík hnědohlavý (Agapornis nigrigenis)
- papoušík šedohlavý (Agapornis canus)
- papoušík etiopský (Agapornis taranta)
- papoušík oranžohlavý (Agapornis pullarius)
- papoušík zelenohlavý (Agapornis swindernianus)[2]

## Galerie

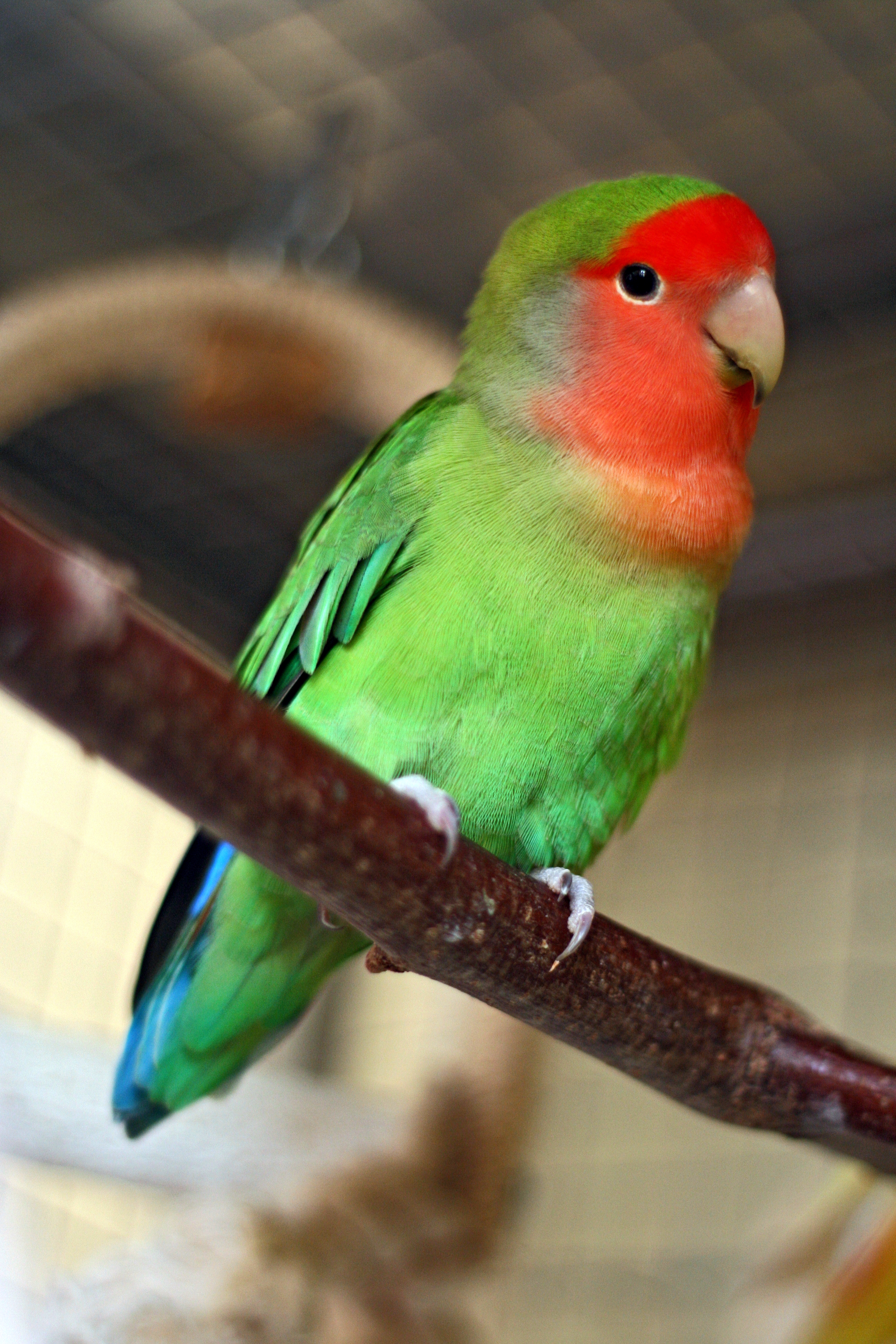
papoušík růžohrdlý
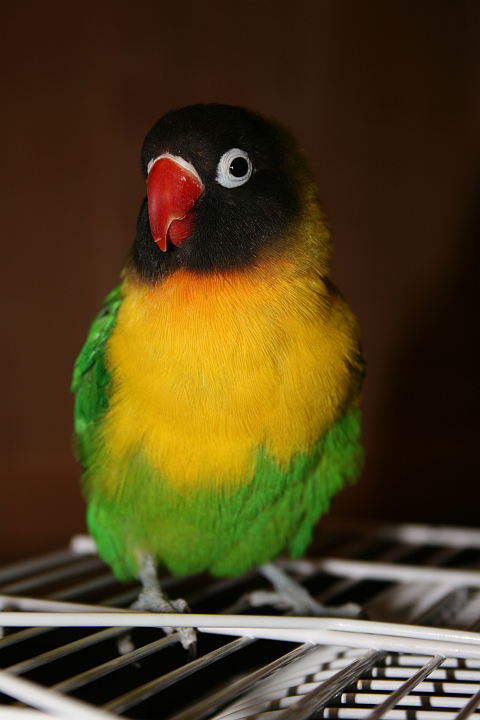
papoušík škraboškový
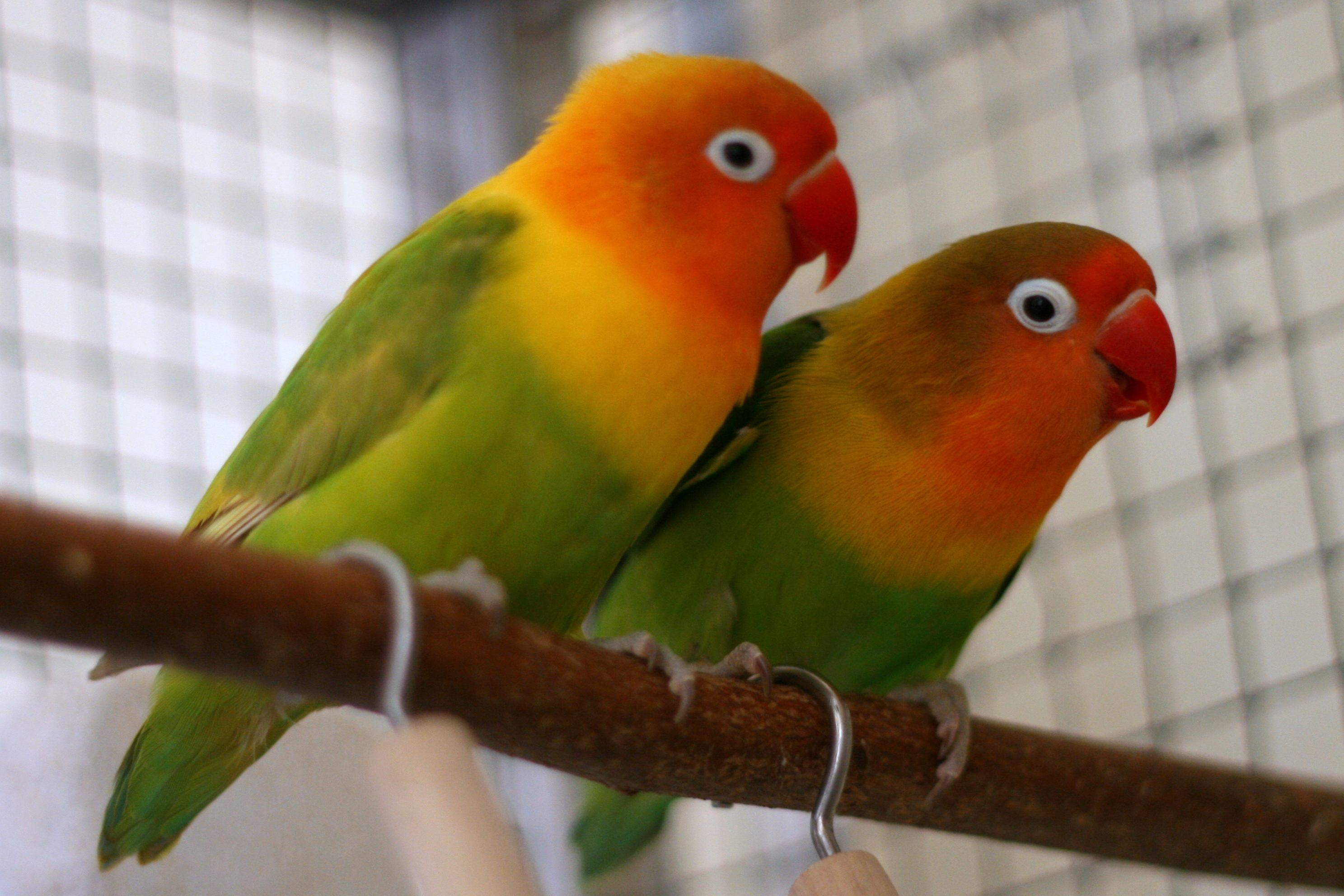
papoušík Fischerův
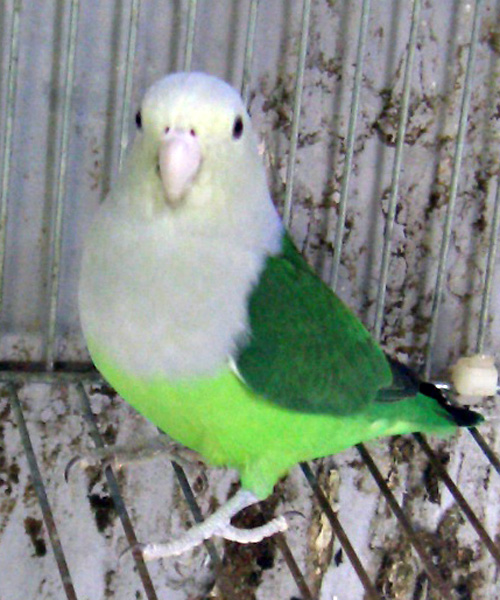
papoušík šedohlavý
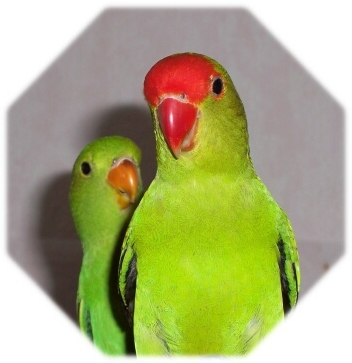
papoušík etiopský
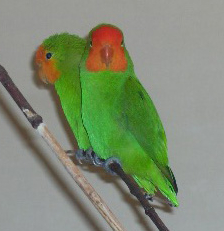
papoušík savanový
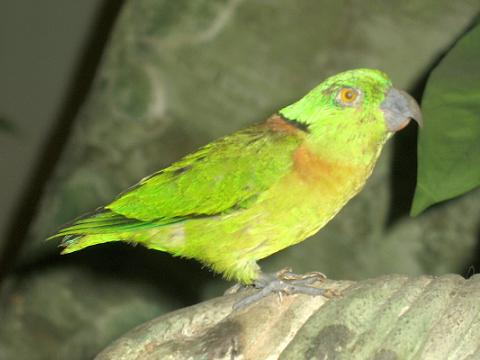
papoušík zelenohlavý (exponát v muzeu)